# Валма (Вільянді)
Ва́лма (ест. Valma küla) — село в Естонії, у волості Вільянді повіту Вільяндімаа.

## Населення
Чисельність населення на 31 грудня 2011 року становила 119 осіб.

## Географія
Село лежить на північно-західному березі Виртс'ярв, найбільшого внутрішнього озера Естонії.

## Історія
З 7 травня 1992 до 5 листопада 2013 року село входило до складу волості Війратсі.
11 липня 2009 року Валма отримало власний герб та прапор, автором яких є Велло Кютт.

## Галерея

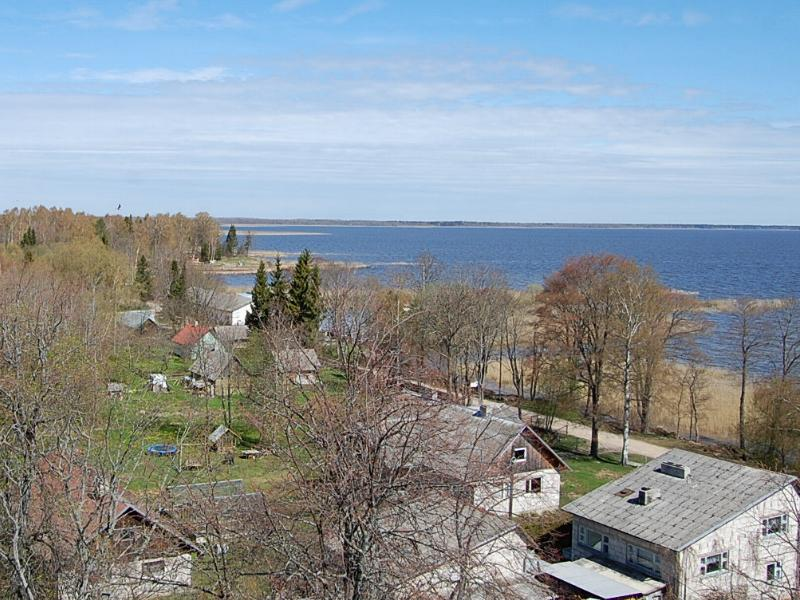
Валма
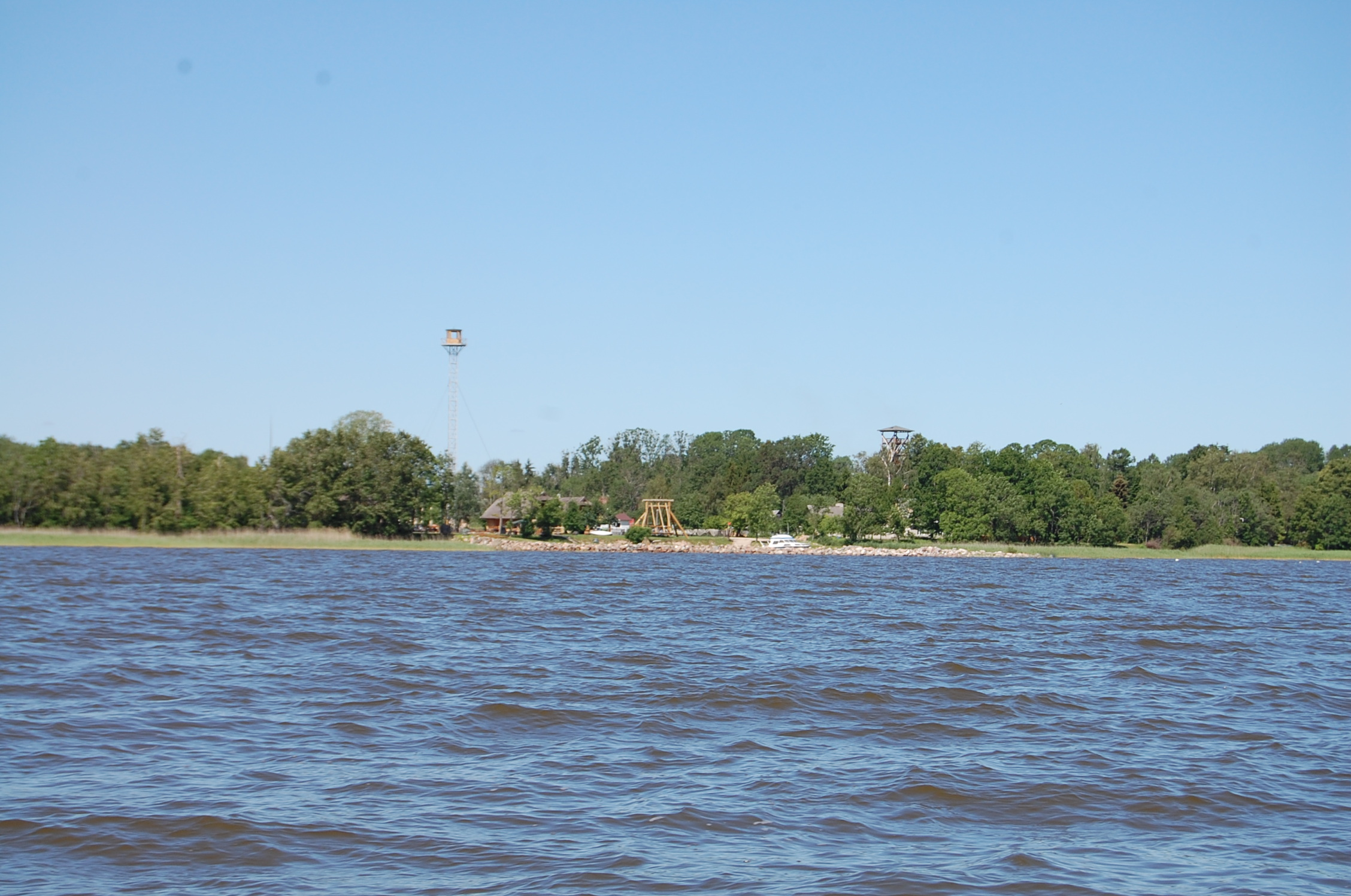
Виртс'ярв біля Валма
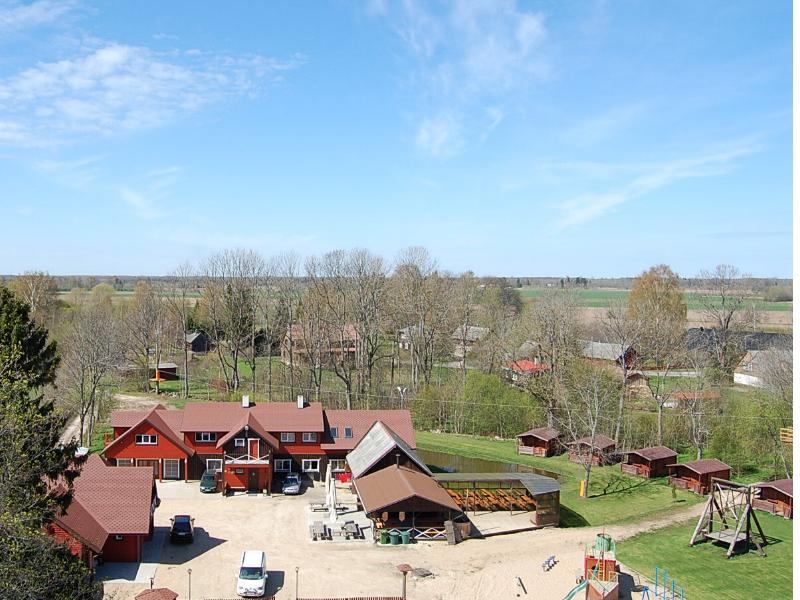
Парк пригод
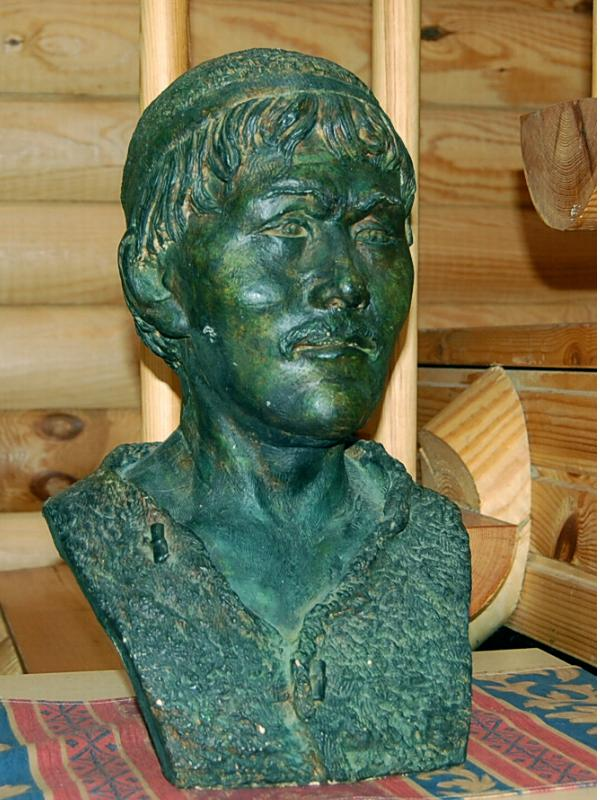
Людина з Валма (реконструкція)